# Włodzimierz Sąsiadek
 Włodzimierz Sąsiadek (ur. 1950 w Poznaniu) – polski dowódca wojskowy, generał dywizji Wojska Polskiego w stanie spoczynku, dowódca 36 Pułku Artylerii, 2 Brygady Artylerii, 6 Brygady Artylerii Armat, Polski Narodowy Przedstawiciel Wojskowy przy Naczelnym Dowództwie Sojuszniczych Sił w Europie w (Supreme Headquarters Allied Powers Europe) w latach 2002–2005. 

## Życiorys
Włodzimierz Sąsiadek syn Zygmunta urodził się w 1950 w Poznaniu. W Słupsku ukończył liceum ogólnokształcące, a w 1968 rozpoczął studia w Wyższej Szkole Oficerskiej Wojsk Rakietowych i Artylerii w Toruniu. Zawodową służbę rozpoczął w Kołobrzegu w 4 pułku artylerii 8 Dywizji Zmechanizowanej. W latach 1977–1981 studiował w Akademii Sztabu Generalnego, po ukończeniu której został skierowany do Budowa na stanowisko szefa sztabu – zastępcy dowódcy 36 pułku artylerii z 20 Dywizji Pancernej, a następnie w 1985 dowódcy tego pułku. W 1988 rozpoczął służbę w Choszcznie na stanowisku dowódcy 2 Brygady Artylerii. 
W latach 1991–1993 sprawował funkcję dowódcy 6 Brygady Artylerii Armat w Toruniu. W latach 1995–1996 był zastępcą dowódcy międzynarodowej Brygady Nordycko-Polskiej jako sił pokojowych NATO, stacjonującej na terytorium Bośni i Hercegowiny i wykonującej zadania w ramach IFOR/SFOR. Od 1996 służył w pionie operacyjnym Sztabu Generalnego WP, m.in. był szefem Zarządu Planowania Operacyjnego SG WP. 15 sierpnia 1999 z okazji Święta Wojska Polskiego został awansowany na stopień generała brygady przez prezydenta Rzeczypospolitej Polskiej Aleksandra Kwaśniewskiego. 
W 2001 podjął studia w Królewskiej Akademii Studiów Obronnych w Londynie, po czym został wyznaczony na stanowisko szefa zespołu operacyjnego przy Centralnym Dowództwie Sił Zbrojnych Stanów Zjednoczonych. W latach 2002–2005 sprawował stanowisko Polskiego Narodowego Przedstawiciela Wojskowego (PNPW) przy Naczelnym Dowództwie Sojuszniczych Sił w Europie (Supreme Headquarters Allied Powers Europe) (SHAPE). W 2004 mianowany na stopień generała dywizji przez prezydenta Rzeczypospolitej Polskiej Aleksandra Kwaśniewskiego. Do 2007 pozostawał w rezerwie kadrowej Ministra Obrony Narodowej, a następnie odszedł do rezerwy. 
W dniu 6 sierpnia 2012 został mianowany na stanowisko dyrektora Centrum Doktryn i Szkolenia Sił Zbrojnych. 6 lutego 2013 w Bydgoszczy został wyznaczony na przewodniczącego Komitetu Sterującego Centrum Eksperckiego Policji Wojskowych NATO (NATO Military Police Centre of Excellence – NATO MP COE). 

## Awanse[1]
- podporucznik – 1972
- porucznik – 1975
- kapitan – 1979
- major – 1983
- podpułkownik – 1986
- pułkownik – 1990
- generał brygady – 1999[9]
- generał dywizji – 2004[10]

## Ordery, odznaczenia i wyróżnienia
- Krzyż Kawalerski Orderu Odrodzenia Polski[11]
- Złoty Krzyż Zasługi[1]
- Odznaka pamiątkowa 6 Brygady Artylerii Armat – 1991 (ex officio)
- Odznaka pamiątkowa PNPW przy Supreme Headquarters Allied Powers Europe (SHAPE) – 2002 (ex officio)
- Odznaka pamiątkowa Centrum Doktryn i Szkolenia Sił Zbrojnych – 2012 (ex officio)
- Medal Marszałka Województwa Kujawsko-Pomorskiego „Unitas Durat Palatinatus Cuiaviano-Pomeraniensis”[12] – 2014

i inne